# (485) Genua
(485) Genua ist ein Asteroid des Hauptgürtels, der am 7. Mai 1902 vom italienischen Astronomen Luigi Carnera an der Landessternwarte Heidelberg-Königstuhl (IAU-Code 024) auf dem Westgipfel des Königstuhls bei Heidelberg entdeckt wurde.
Der Asteroid ist nach der italienischen Stadt Genua in Ligurien benannt.